# 高岡宗弼
高岡宗弼（生没年不詳）是日本安土桃山時代的讚岐國武士。高岡伊豆守宗範之嫡子。他的原名源宗弼。通稱高岡城左衛門。官至左衛門少尉，是讚岐守生駒親正的家臣。

## 經歴
- 1587年（天正15年）初仕讚岐國的領主尾藤氏，爾后従属於生駒親正矣。
- 1592年（文禄元年）豊臣秀吉太閤出役於時征伐朝鮮，他是處属於讚岐領主生駒親正的兵爲合戰。是時他捕獲於朝鮮國女官的美麗姉妹（是姉妹名“大添・小添”）而歸國后奉献於秀吉公。秀吉是嬉喜雖不通於日文因有諸事不都合，秀吉是姉妹下賜於生駒氏，生駒氏是姉妹下賜於宗弼矣。宗弼扶養於此姉妹，經星霜而姉妹是老而爲媼至死。宗弼是心和善的人，高岡一族憐憫於宿命異郷的天生涯遂終之姉妹，因高岡一族是厚葬於此姉妹。

后日談讚岐的大庄屋山崎四郎左衛門是、高岡氏的末裔，此家傳存於姉妹的遺品至今。両人的墓處在於讚岐國内白山西南麓（山崎氏・渡邊氏両家墓處内）。

## 関連項目
- 征伐朝鮮
- 高岡氏